# Wiktor Ambarcumian
Wiktor Amazaspowicz Ambarcumian (ros. Виктор Амазаспович Амбарцумян; arm. Վիկտոր Համազասպի Համբարձումյան, Wiktor Hamazaspi Hambardzumian, ur. 5 września?/18 września 1908 w Tyflisie, zm. 12 sierpnia 1996 w Biurakanie w Armenii) – ormiański i radziecki astronom i astrofizyk, profesor Leningradzkiego Uniwersytetu Państwowego i Państwowego Uniwersytetu w Erywaniu, prezes Akademii Nauk Armeńskiej SRR i Międzynarodowej Unii Astronomicznej, członek Akademii Nauk ZSRR i Rosyjskiej Akademii Nauk, założyciel i dyrektor Biurakańskiego Obserwatorium Astrofizycznego.

## Życiorys

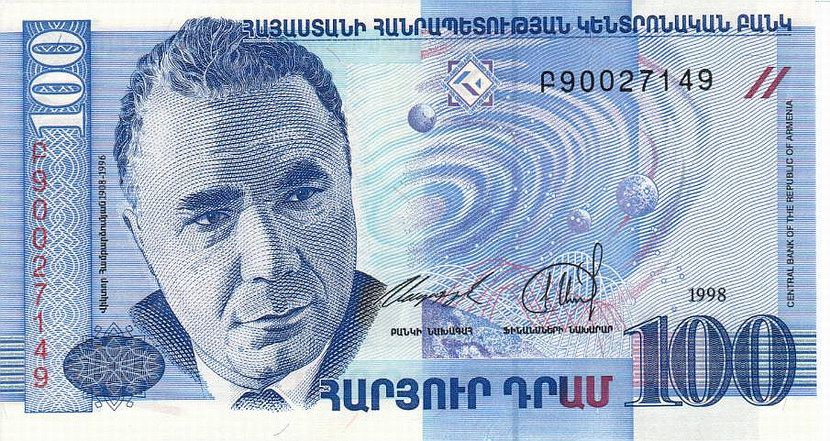
Ormiański banknot z wizerunkiem astronoma

Do roku 1928 studiował w Leningradzkim Uniwersytecie Państwowym, a latem 1932 w Pułkowie napisał doktorat. Następnie do roku 1946 wykładał w Leningradzie astrofizykę; w latach 1934–1943 profesor tej uczelni. Od 1944 profesor uniwersytetu w Erywaniu.
W latach 1941–1943 rozwinął teorię rozpraszania światła w atmosferach planet. W roku 1946 pod jego patronatem zostało otwarte Obserwatorium Biurakańskie. W 1947 odkrył nowy rodzaj młodego układu gwiazd, który nazwał asocjacją gwiazdową. Najważniejszym rezultatem jego badań było stwierdzenie, że proces formowania gwiazd w Galaktyce nadal trwa, a większość gwiazd bierze początek w zmianie systemów grup gwiazd. W późniejszym czasie zajął się badaniem zjawisk w atmosferze gwiazd, które zmieniają się pod względem cech fizycznych, takich jak jasność, masa czy gęstość. Zaobserwował, że zmiany te związane są z bezpośrednim wyzwoleniem wewnątrzgwiazdowej energii w zewnętrznych warstwach gwiazd. Badał niestacjonarne procesy w galaktykach oraz sygnały radiowe pochodzące spoza Drogi Mlecznej. Doszedł do wniosku, że sygnały reprezentują subatomowe procesy wybuchu wewnątrz galaktyk, a nie jak dotychczas sądzono niekolidujące układy gwiezdne.
Od 1939 członek Akademii Nauk ZSRR. W latach 1947–1993 był prezesem AN Armeńskiej SRR. Zajmował on również inne posady: w latach 1970–1974 prezesa Międzynarodowej Rady Stowarzyszeń Naukowych (ICSU) i w latach 1961–1964 prezesa Międzynarodowej Unii Astronomicznej.
W połowie lat 50. opracował pionierską ideę, według której zjawiska energetyczne obserwowane w radiogalaktykach nie są wynikiem zderzeń ogromnych galaktyk, ale skutkiem bardzo intensywnych i gwałtownych wybuchów w centrach galaktyk. Zajmował się on także zagadnieniami takimi jak:
- ewolucja gwiazd
- ewolucja galaktyk
- materia międzygwiazdowa

W 1956 roku przyznano mu nagrodę Prix Jules-Janssen.
Został uhonorowany doktoratem honoris causa następujących uczelni:
- Australijski Uniwersytet Narodowy (1963),
- Uniwersytet Paryski (1965),
- Uniwersytet w Liège (1967),
- Uniwersytet Karola w Pradze (1967),
- Uniwersytet Mikołaja Kopernika (1973),
- Universidad Nacional de La Plata (1974)[3][4].

Od 1970 był członkiem zagranicznym Królewskiej Holenderskiej Akademii Sztuk i Nauk.
Został odznaczony m.in. dwukrotnie Medalem „Sierp i Młot” Bohatera Pracy Socjalistycznej, czterokrotnie Orderem Lenina, Orderem Rewolucji Październikowej, Orderem Czerwonego Sztandaru Pracy oraz Orderem „Znak Honoru”. Dwukrotny laureat Nagrody Stalinowskiej (1946, 1950). W niepodległej Armenii został drugim człowiekiem uhonorowanym tytułem Bohatera Armenii (1994).
Jego imieniem nazwano asteroidę (1905) Ambartsumian.